# Johan Dessing
Johannes (Johan) Dessing (Amsterdam, 11 mei 1965) is een Nederlands Forum voor Democratie-politicus. Sinds 28 maart 2019 is hij Statenlid van Noord-Holland. Sinds 11 juni 2019 is hij Eerste Kamerlid. 

## Biografie
Dessing ging van 1978 tot 1984 naar het havo op de Rudolf Steinerschool te Haarlem en van 1984 tot 1985 naar het vwo op het Geert Groote College te Amsterdam. Van september 1985 tot februari 1986 studeerde hij wiskunde aan de Universiteit van Amsterdam, deze studie heeft hij afgebroken tijdens het eerste studiejaar.
Dessing werkt sinds 1 september 1990 als planner en assistent-luchtverkeersleider en sinds 1998 als cursusmanager bij Luchtverkeersleiding Nederland op Schiphol.
Dessing is sinds 28 maart 2019 lid van Provinciale Staten in Noord-Holland en de fractievoorzitter van Forum voor Democratie van een driekoppige fractie in deze provincie. Sinds 11 juni 2019 is hij tevens senator in de Eerste Kamer der Staten-Generaal. Sinds 31 maart 2022 is hij eveneens fractievoorzitter in de senaat.

## Privéleven
Dessing is gehuwd en heeft een zoon. Hij is de oudere broer van presentatrice Floortje Dessing.
Johan Dessing · Joris van den Oetelaar
Theo Bovens (CDA) · 
Johan Dessing (FVD) · 
Auke van der Goot (OPNL) · 
Alexander van Hattem (PVV) · 
Tineke Huizinga (CU) · 
Rik Janssen (SP) · 
Tanja Klip-Martin (VVD) · 
Ilona Lagas (BBB) · 
Paul van Meenen (D66) · 
Annabel Nanninga (JA21) · 
Gaby Perin-Gopie (Volt) · 
Martin van Rooijen (50+) · 
Paul Rosenmöller (GL-PvdA) · 
Peter Schalk (SGP) · 
Ingrid Visseren-Hamakers (PvdD)
- Parlement.com: vkx0dbzuflxq